# 雷群昆
雷群昆，男，中华人民共和国軍事人物，先后在中國人民解放軍、中國人民武裝警察部隊任職，武警少将警衔。

## 生平
歷仼
陕西省军区独立第三团战士丶武警广东省总队政委、武警陕西省总队政委丶副政委、政治部主任等職務。 